# Вараш
Вараш (на украински: Вараш) е град в Украйна, Ровненска област.
Наблизо е разположена Ровненската АЕЦ. Вараш е измежду немногото градове в света, на герба на които е изобразена атомна електроцентрала.

## География
Разположен е на десния бряг на река Стир в югозападната част на Полесието на границата с Волинска област. На 18 километра от града се намира гара Рафаловка на железопътната линия Ковел – Сарни. Разстоянието до Ровно е 150 км.
Макар и най-младият в областта, той е вторият по население със своите над 40 хиляди жители.

## История
Градът е основан през 1973 година в непосредствена близост до Ровненската АЕЦ на мястото на бившето село Вараш (днес така се нарича микрорайон на града), появило се през 1776 г. Наименуван е в чест на известния съветски разузнавач и партизанин Николай Кузнецов. На 19 май 2016 г. е взето решение градът да приеме историческото си име - Вараш.